# Ягала (водопад)
Ягала (эст. Jägala juga) — водопад на одноимённой реке в Эстонии, уезде Харьюмаа, волости Йыэляхтме, в 4 километрах от впадения реки в Финский залив, в 25 километрах к востоку от Таллина.
Высота водопада около 8 метров, а ширина около 50 м. Таким образом, это один из крупнейших водопадов в Эстонии. Водопад образует под собой уступ, под которым можно пройти по всей ширине водопада, что безусловно делает его ещё более интересным, однако стоит быть осторожным, поскольку проход усыпан крупными и скользкими камнями, представляющими опасность.
Особенно живописен водопад весной, во время таяния снегов и половодья.
Река Ягала протекает по поверхности глинта, в конце которого образуется уступ, что и создаёт данный водопад. В свою очередь водопад образует долину длиной в 300 и глубиной 12-14 метров. Каждый год долина увеличивается в сторону истока реки, это явление объясняется естественным разрушением глинта потоком воды.
Водопад Ягала является охраняемым природным объектом Эстонии.
В давние времена в народе существовало другое название водопада: Йоарюнгас (эст. Joarüngas)

## Фотографии

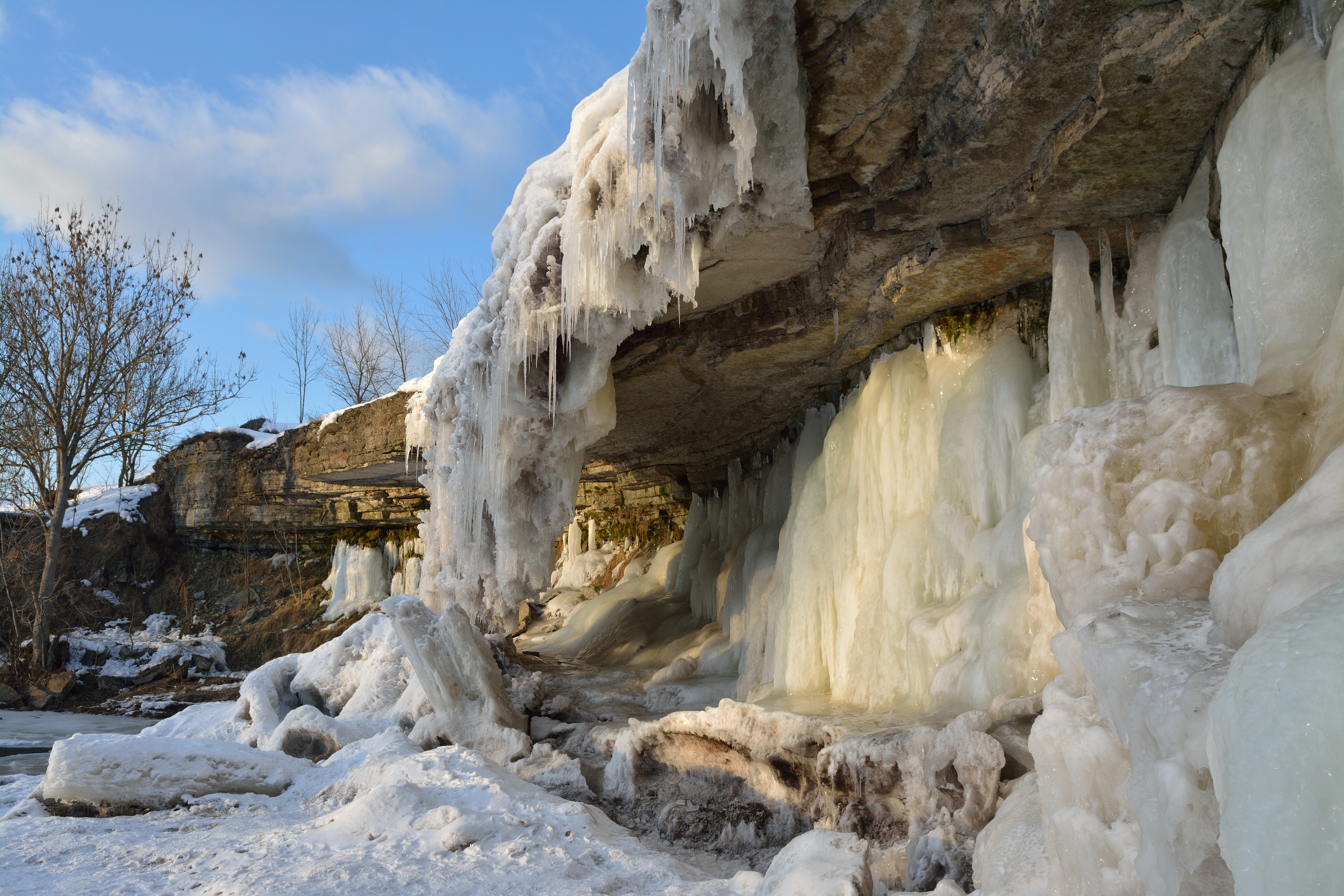
Март 2013
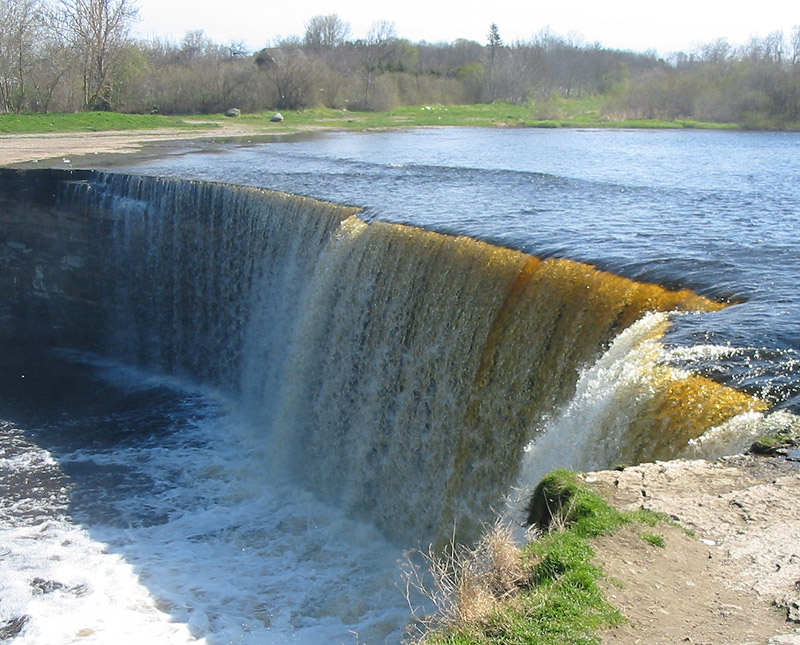
Весна
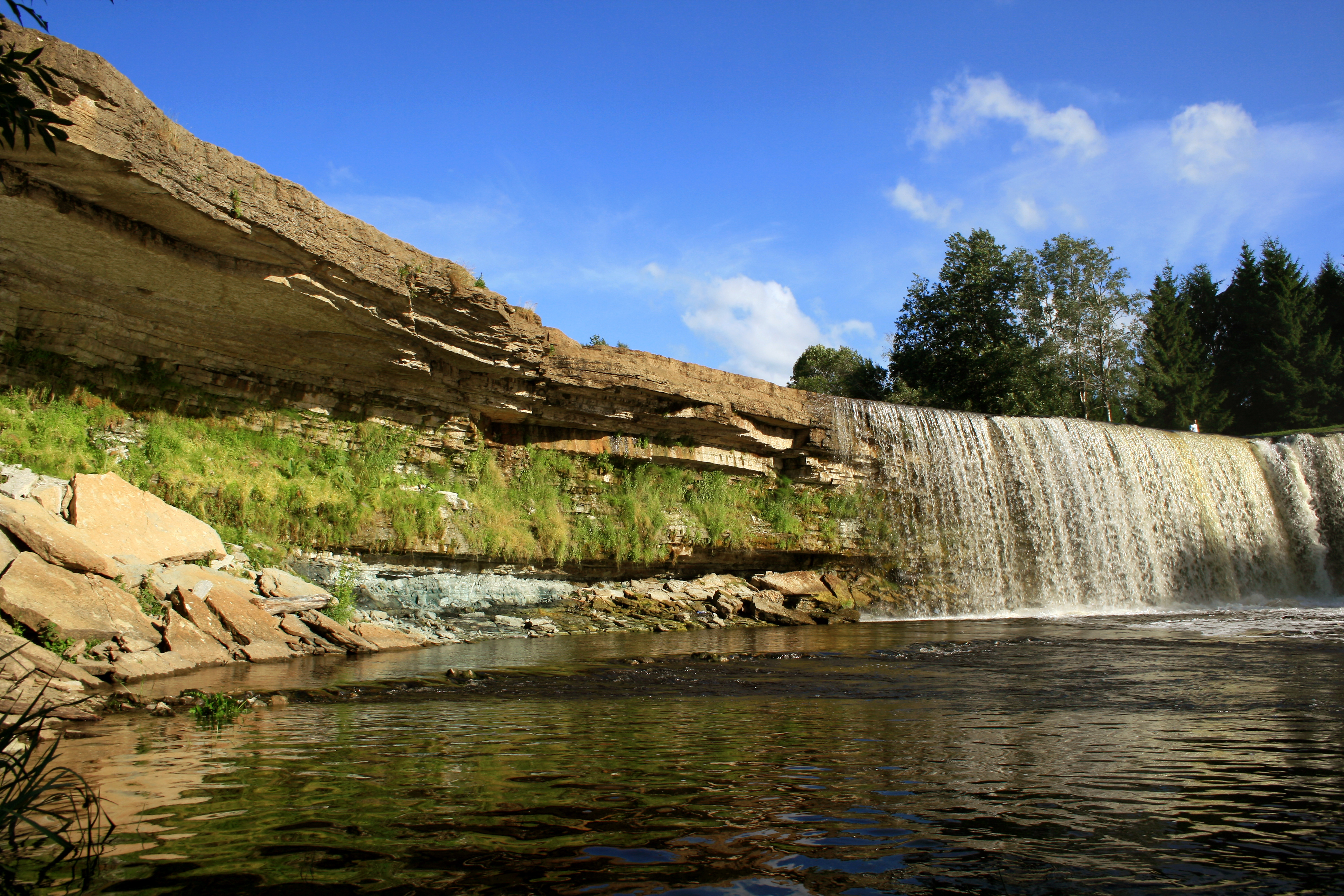
Лето 2010
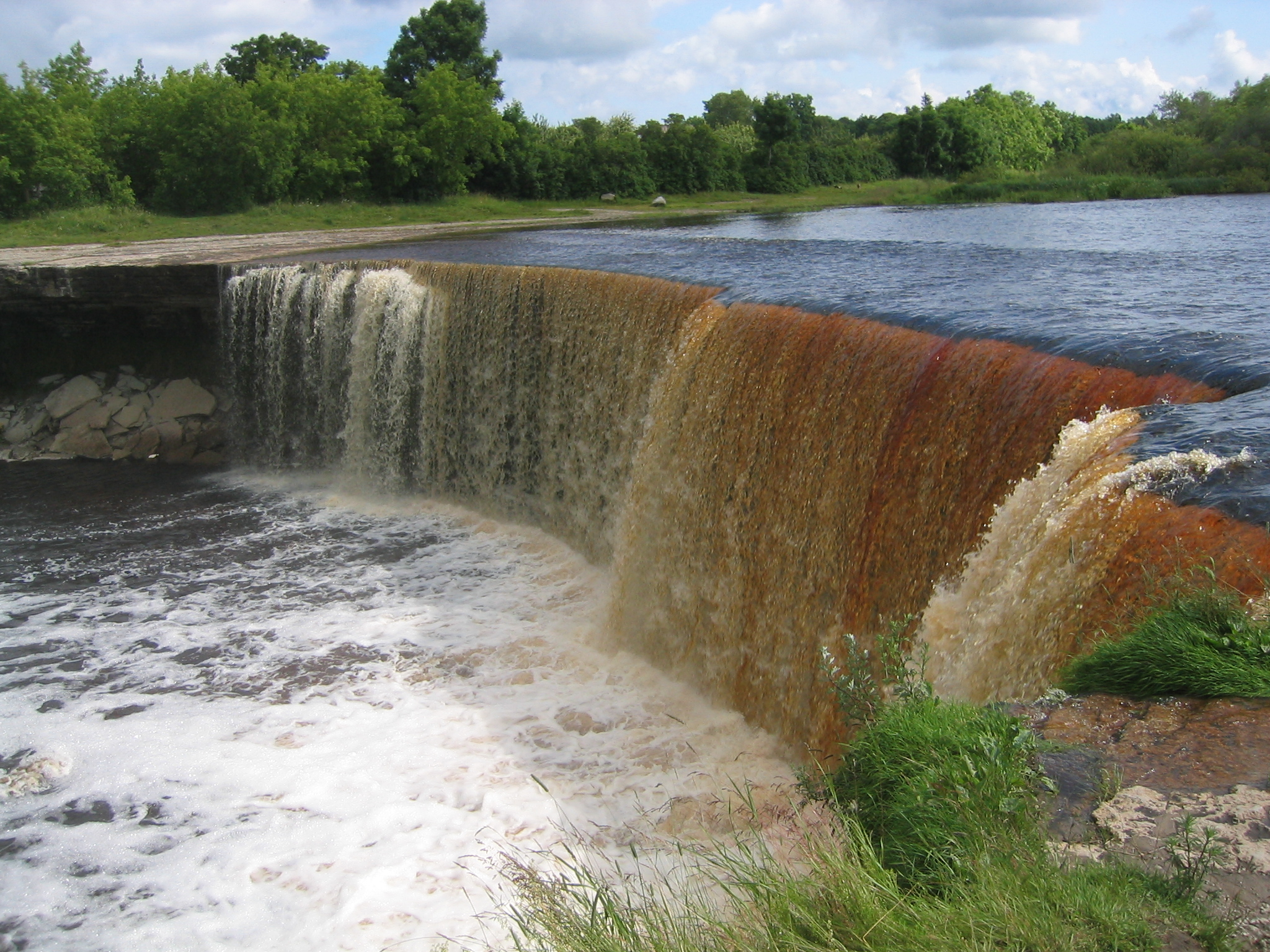
Лето
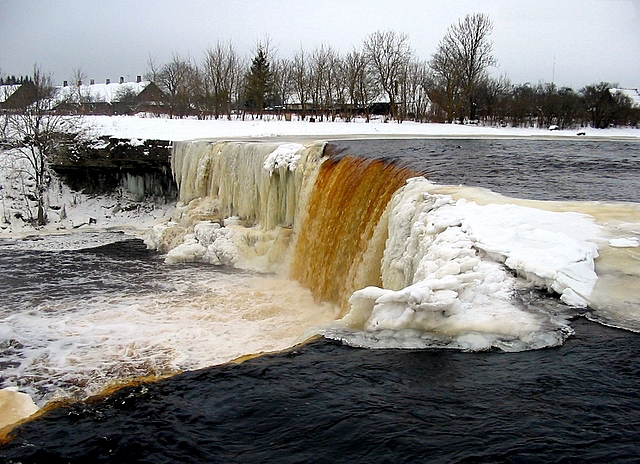
Зима